# Elsianus moestus
Elsianus moestus är en skalbaggsart som beskrevs av Horn. Elsianus moestus ingår i släktet Elsianus och familjen bäckbaggar. Inga underarter finns listade i Catalogue of Life.